# エムデン (軽巡洋艦・初代)
| エムデン (軽巡洋艦・初代) |                                                                                        |
| 艦歴                      |                                                                                        |
| 発注:                     | ダンチヒ工廠                                                                           |
| 起工:                     | 1906年11月1日                                                                          |
| 進水:                     | 1908年5月26日                                                                          |
| 就役:                     | 1909年7月10日                                                                          |
| 退役:                     | 1914年11月9日大破座礁                                                                  |
| その後:                   | 1950年代初頭に解体                                                                     |
| 除籍:                     |                                                                                        |
| 性能諸元                  |                                                                                        |
| 排水量:                   | 常備：3,660トン 満載：4,270トン                                                        |
| 全長:                     | 118.3m                                                                                 |
| 水線長:                   | 117.9m                                                                                 |
| 全幅:                     | 13.5m                                                                                  |
| 吃水:                     | 5.53m～5.54m                                                                           |
| 機関:                     | シュルツ・ソーニクロフト海軍型石炭専焼水管缶12基＋直立三段膨張式レシプロ機関2基2軸推進 |
| 最大出力                  | 16,350hp                                                                               |
| 最大速力:                 | 24.0ノット                                                                             |
| 航続距離:                 | 12ノット/3,760海里                                                                     |
| 乗員:                     | 360名                                                                                  |
| 兵装:                     | 10.5cm（40口径）単装速射砲10基 5.2cm（55口径）単装速射砲8基、 45cm単装魚雷発射管2基    |
| 装甲:                     | 甲板：30mm（最厚部） 司令塔：102mm（最厚部）                                           |

エムデン(SMS Emden)（初代）は、ドイツ帝国海軍のドレスデン級小型巡洋艦の1隻。艦名はエムス川沿いにあるドイツの都市、エムデンに由来する。1909年に就役し、翌年清国の青島を本拠地とする東洋艦隊に配属された。エムデンは優美な船型から「東洋の白鳥」とも呼ばれた。第一次世界大戦では主にインド洋方面で通商破壊戦を行い大きな戦果を挙げた。ミューラー艦長の行動は戦時国際法に則った紳士的な振る舞いであり、船舶乗員は丁重に扱われた。エムデンは1914年11月9日にオーストラリア海軍の軽巡洋艦「シドニー」との戦闘で破壊された。
建造費は680,000 マルクに上り、ドイツ海軍にとっては最後のレシプロ機関艦であった。姉妹艦の「ドレスデン」は直結タービンを使用していた。

## 艦歴
エムデンはプファイル代艦として発注され、1906年4月6日にダンチヒ工廠で契約がなされた。1906年11月1日起工。1908年5月26日に進水し、艦名の由来となったエムデンの市長Leo Fürbringerによって命名された。1909年7月10日就役。
1910年4月1日、エムデンは清国、膠州湾租借地の青島を拠点とする東洋艦隊に配属となった。エムデンは1910年4月12日にアジアへ向けキールを発ち、その途中で南米への親善訪問を行った。5月12日にモンテビデオに着き、そこで東アメリカ艦隊に配属された巡洋艦ブレーメンと合流。2隻は5月17日から30日までブエノスアイレスに滞在しドイツ代表としてアルゼンチン独立100周年記念祭に参加した。それから2隻はホーン岬をまわり、エムデンがバルパライソに立ち寄る一方、ブレーメンはそのままペルーへ向かった。
良質な石炭の不足のため太平洋横断は遅れた。エムデンはチリ海軍の基地があるタルカワノでどうにか1,400tほど石炭を積むと、6月24日に出航した。途中荒天のためイースター島に立ち寄り、7月12日にタヒチのパペーテに停泊。7月22日にドイツ領サモアのアピアに到着し、東洋艦隊と合流した。艦隊は10月にサモアを離れ、本拠地である青島へ向かった。10月27日から11月19日までエムデンは長江へ派遣され、漢口も訪れている。日本の長崎を訪問後、毎年の修理のため12月22日に青島に戻った。だが、ポナペ島でソケースの反乱発生のためエムデンが必要となり、修理は実施されなかった。エムデンは12月28日に青島から出航し、香港からの巡洋艦ニュルンベルクと合流した。
2隻の到着により旧式巡洋艦コルモランなどであったポナペ島のドイツ軍は増強された。1911年中旬、艦艇は叛乱者を砲撃したり、乗組員などからなる上陸部隊を派遣した。2月末までには叛乱は鎮圧され、2月26日に到着した巡洋艦コンドルと交代して他の艦は3月1日に青島へ向け出発。グアム経由で3月19日に到着した。そして、エムデンはようやく修理を行うことができた。1911年中頃、エムデンは日本への航海を行った。その際台風に遭遇し日本船と衝突事故を起こしている。その結果、再びドック入りのために青島へ向かうこととなった。1911年10月10日に辛亥革命が起きると、エムデンは長江へ派遣された。11月、東洋艦隊司令官がマクシミリアン・フォン・シュペー中将にかわった。

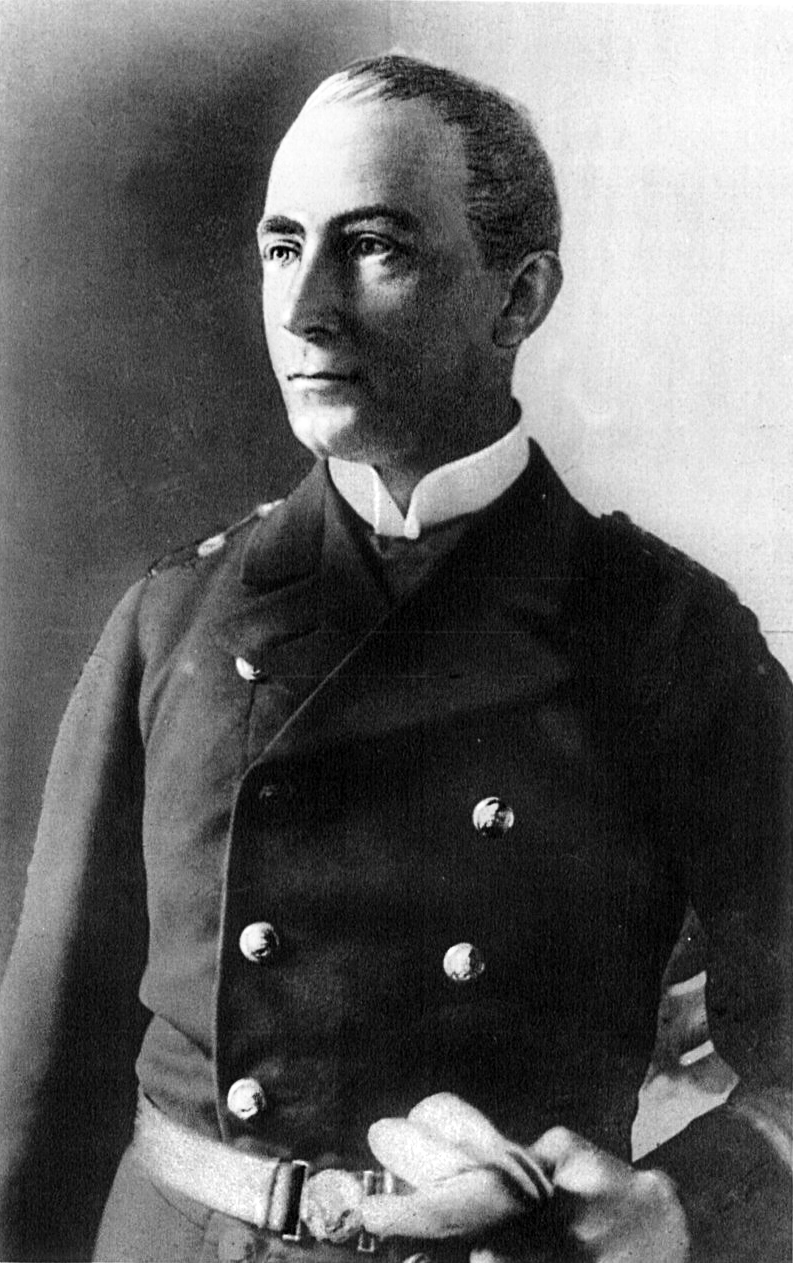
カール・フォン・ミューラー

12月初旬、エムデンは座礁したドイツ船Deike Rickmers救援のため仁川へ向かった。1913年5月、カール・フォン・ミューラー少佐（その後すぐに中佐に昇進）がエムデン艦長となった。6月中旬、中部太平洋のドイツ植民地を巡航する。次いで、エムデンは揚子江沿いの中国人の暴動を鎮圧するように命じられた。1913年8月にイギリス及び日本の艦艇と合流し、暴動勢力を制圧した。8月14日、上海へ移動。

## 第一次世界大戦
1914年6月28日にサラエボ事件が発生し、ヨーロッパ情勢は緊迫。エムデンは青島にとどまるよう命じられた。当時、エムデン以外の東洋艦隊主力は青島を離れていた。ミューラーは、日露戦争の仁川沖海戦で、港内から脱出できず撃破されたロシア艦のようにならないようにと考えた。エムデンは1914年7月31日に石炭運搬船エルスベートを伴って青島を離れ、しばらくエルスベートを護衛した後済州島へ向かった。8月2日、ロシアと開戦したことがエムデンに伝わった。

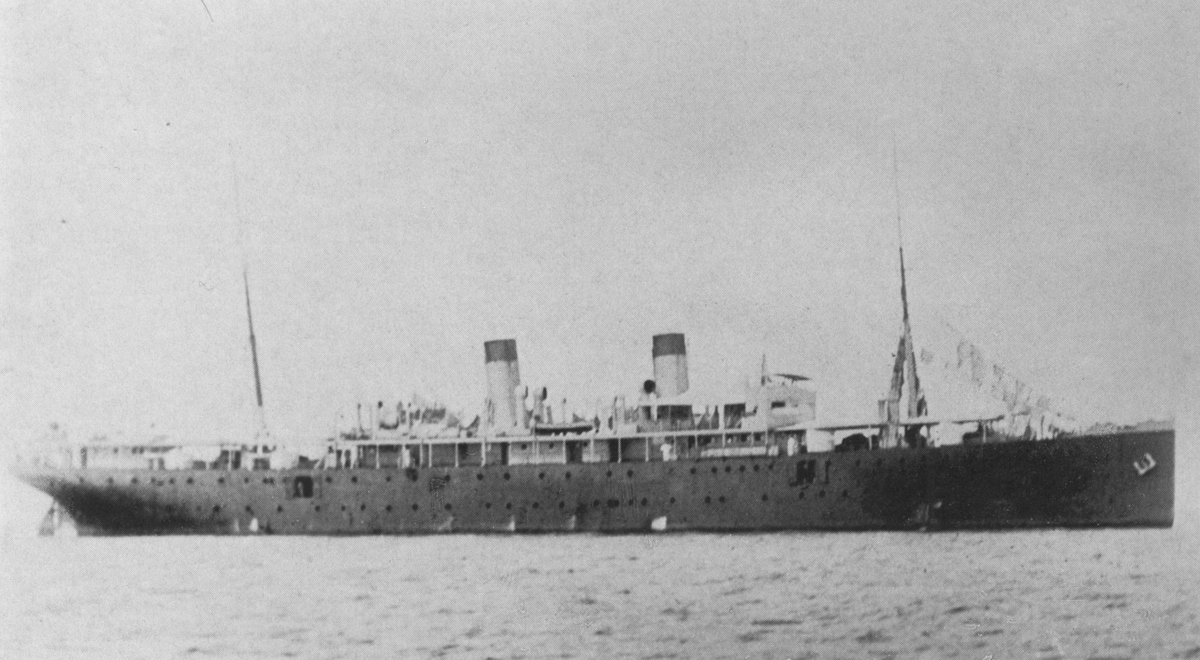
本艦に鹵獲されたロシア貨客船「リャザン」改め仮装巡洋艦「コルモラン」。グアムにて撮影

8月4日、対馬海峡でウラジオストクに向かっていたロシアの貨客船「リェーサン」（3,500トン）を拿捕し、乗客がいることや仮装巡洋艦とするのに適していることから青島へ回航を決定した。装甲巡洋艦デュプレクス、モンカルムを中心とするフランス艦隊が付近にいたが、それに捕まることはなく、8月6日に青島に到着した。リェーサンは改装され仮装巡洋艦コルモランとなった。
ミュラーは航海中にマリアナ諸島へ向かえ、との命令を受けていた。8月7日、エムデンは石炭を積んだHAPAGの汽船マルコマニアおよび仮装巡洋艦プリンツ・アイテル・フリードリヒとともに青島を離れた。途中でマルコマニアを分離し、エムデンとプリンツ・アイテル・フリードリヒは敵船を捜索したが、遭遇したのはまだ中立国であった日本の船のみであり、またマルコマニアと合流できず同船は無線機が故障していたため連絡も不可能となった。8月12日にパガン島に到着し、シュペー提督および装甲巡洋艦シャルンホルスト、グナイゼナウなどと合流した。。マルコマニアは翌日到着した。
シュペーは石炭補給可能なアメリカ西海岸へ向かうことにしたが、ミューラーは太平洋横断中は敵と戦えないなどとして反対し、少なくとも巡洋艦1隻をインド洋へ向かわせることを提案。最終的にエムデンの単独行動が認められた。
艦隊は8月13日夜にパガン島を離れた。8月14日、エムデンは東へ向かう艦隊主力と別れ、マルコマニアとともに南西へと進路をとった。エムデンはアンガウル島へと向かい8月19日に到着、そこでマルマコニアから石炭の補給を行った。またそこで、北ドイツロイドの郵便船プリンツェシン・アリスから日本がドイツに最後通牒を突きつけたことを知らされた。8月20日、旧式巡洋艦ガイエル（en:SMS Geier）の電波を受信。エムデンはその発信地点へ向かって8月21日にガイエル、石炭運搬船ボックムと短時間会合し、それからモルッカ海峡へと向かった。8月22日に海峡に入り、翌日日本の汽船と遭遇。その日は日本の最後通牒の回答期限であったが、ドイツが何らかの交渉などを行っている可能性を考えミュラーはこの船を見逃した。エムデンはティモール島へ向かい、会合予定であった石炭船タンネンフェルツが発見できなかったため、24日に再びマルコマニアから石炭を補給した。翌日には日本の宣戦布告を放送で聞き、8月27日に石炭運搬船オッフェンバッハとの会合のためタナ・ジャンピア島の湾に入った。そこで中立国オランダの軍艦トロンプに遭遇し、オッフェンバッハは領海外へ送り返されたことを知らされた。オランダは3ヶ月につき24時間のみ領海内での給炭を認めていた。エムデンはすぐにそこを離れた。ミュラーはインド洋へのルートとしてロンボク海峡を選び、エムデンは8月23、24日夜に無事に海峡を通過した。
8月末には、エムデンに対抗するため英国との共同作戦により日本海軍の『筑摩』と『伊吹』がシンガポール経由でジャワ島方面に出撃したが、出撃の情報が到着の数日前にシンガポールで流布してエムデン側に出撃を察知され、この間エムデンはベンガル湾で英国汽船5隻を撃沈したため、シンガポール日本領事館の駐在武官・荒城海軍少佐が「シンガポールの在留日本人が噂を流したことで作戦が失敗し、英国に対して面目を失した」として日本語紙記者に住民に対し警告を発するよう求めたとされている。

### インド洋での活動

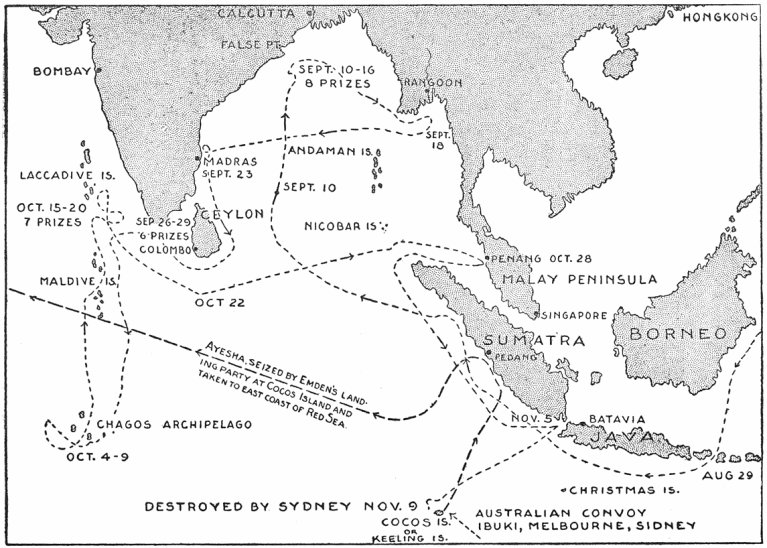
撃沈されるまでのエムデンの航海図。

9月3日、石炭補給のためエムデンはシムルー島沖に到着。翌日、島の湾内に入りマルコマニアからの補給を開始した。。ここでは補給船ウルムが来ているはずであったがその姿はなかった。この場所はイギリスの装甲巡洋艦ハンプシャーが捜索に訪れており、エムデンが24時間早く来ていたらハンプシャーに発見されていたところであった。翌日オランダ船が現れて24時間超過のため出港を要求し、エムデンは島を離れた。9月9日、中立国のギリシャ貨物船ポントポラスを発見。ポントポラスはイギリス軍用の石炭を運んでおり、交渉の結果船長はドイツの傭船となることを了承した。
エムデンはコロンボ・カルカッタ航路へ向かい、9月10日にはイギリス船インダスを停船させその搭載物資を移載後沈めた。翌日にもイギリス船ローバットを発見し、沈めた。カルカッタへ向かったエムデンは9月12日にはアメリカ向け貴重品を載せたイギリス船カビンガとイギリス石炭運搬船キーリンを停船させ、キーリンは食料が運び出された後13日に沈められた。9月13日にも紅茶を積んだイギリス船ディプロマットを沈めた。9月14日、沈められた船の乗組員がカビンガで解放された。またこの日石炭運搬船トラボックとイギリス貨物船クラン・マゼソンを沈めた。これらの間に出会ったイタリア船ロダリノや、解放したカビンガにより存在が知られたため、エムデンのカルカッタ沖での行動は終了した。
9月16日、エムデンはアンダマン諸島でポントポラスから石炭を補給し、その後低速のポントポラスは単独で会合場所へと向かわせた。エムデンはラングーン沖へと向かい、ノルウェー船ドヴレを発見。この船によってクラン・マゼソンの乗組員が解放された。
エムデンによる通商破壊はインド洋の連合軍通商航路に大きなパニックを巻き起こした。商船の戦時保険料が急騰し、多くの船舶が出港を見合わせた。これはたった一隻の巡洋艦による影響としては大きなものであった。

### マドラス砲撃

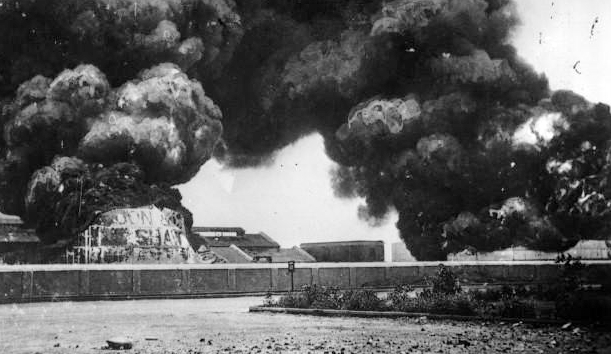
本艦の砲撃により炎上するマドラス港。（1914年撮影）

続いてミューラーはマドラスを砲撃することでイギリス海軍の威信失墜をもくろみ、エムデンは西へ向かい9月22日にマドラスを砲撃した。攻撃目標にマドラスが選ばれたのには以下のような理由があった。
- ラングーンから離れている。
- 海上から港湾施設への接近が容易。
- 攻撃目標の詳細な位置を知っている乗組員がいた。

エムデンは17時にマルコマニアを分離すると4本煙突に擬装して17ノットで目標へ向かった。擬装用の煙突はエムデンが3本煙突なのに対してイギリス巡洋艦が2本または4本煙突であることから用意されたもので、イギリス巡洋艦ヤーマスのものに似せて作られていた。21時45分には海岸から2800から3000メートルに接近し、停止すると砲撃を開始した。エムデンは最初は砲台を砲撃し、それから石油タンクを砲撃して炎上させた。砲台からの反撃もあり、9発が発射されたもののエムデンに命中はしなかった。125から130発を発射するとエムデンは砲撃をやめ、航海灯をつけたまま北へ向かい、陸が見えなくなると明かりを消して南へ向かった。砲撃により35万ガロンの燃料油が焼失し、港湾施設の多くが破壊された。マドラスの人的被害は少なかったが、油貯蔵地区では4人が死亡。また被弾した船でも一人が死亡し、それはエムデンの攻撃で死亡した唯一の商船乗組員であった。この攻撃は市民に大きな心理的影響を与え、イギリスの権威を失墜させた。多くの人々が更なる攻撃を恐れて逃げ出した。
砲撃翌日にエムデンはマルコマニアと合流し、ミュラーはベンガル湾を離れて西へ向かうことに決めた。9月25日にセイロン島に接近したエムデンはイギリス貨物船キング・ラットを発見して沈め、次いでコロンボ・ミニコイ間の航路へと向かって砂糖を積んだイギリス船タイメリックを沈めた。この後も9月26日にイギリス船グリフベイルを、27日に石炭を積載したイギリス船ブレスクを捕らえ、28日にはイギリス船リベラ、フォイルを沈めた。沈めた船の船員をグリフベイルで解放するとエムデンはモルディブ諸島へ向かい、そこで石炭の補給を行った。補給後、マルコマニアにはポントポラスと会合して石炭を移載し、それから港に入って食料を購入し、エムデンと会合するよう指示した。エムデンはマルコマニアと分かれるとチャゴス諸島へと向かった。10月9日にディエゴガルシアに到着し、ブレスクから石炭を補給。ディエゴガルシアでは誰も戦争のことを知らないようであった。エムデンが去ってから2日後にイギリス装甲巡洋艦ハンプシャーと武装商船エンプレス・オブ・ロシアがディエゴガルシアに現れ、エムデンが訪れていたことを知らされた。再び、わずかのところでエムデンはハンプシャーから逃れていた。
ミュラーは次はイギリス領マラヤのペナンへ向かおうとしていたが、コロンボ・アデン航路の安全の問い合わせに対してエムデンはすでにこの海域にはいない、と返答されているのを傍受し、北上することにした。途中の島で再度石炭補給を行い、ミニコイへ向かったエムデンは10月15日にイギリス貨物船クラン・グラントを捕らえ、食料などを確保して翌日沈めた。10月16日には浚渫船ポンラベルとイギリス貨物船ベンモーを沈めた。さらに翌日にはイギリス貨物船トロイラス、中立国アメリカの貨物を積んだイギリス船セント・エグバートと石炭運搬船エクスフォードを、10月19日にもイギリス船チルカーナを拿捕した。豪雨のためセント・エグバートが一時行方不明になるという出来事もあったが、10月19日にトロイラスとチルカーナを沈め、船員をセント・エグバートで解放し、エムデンはこの海域を離れた。

### ペナン攻撃

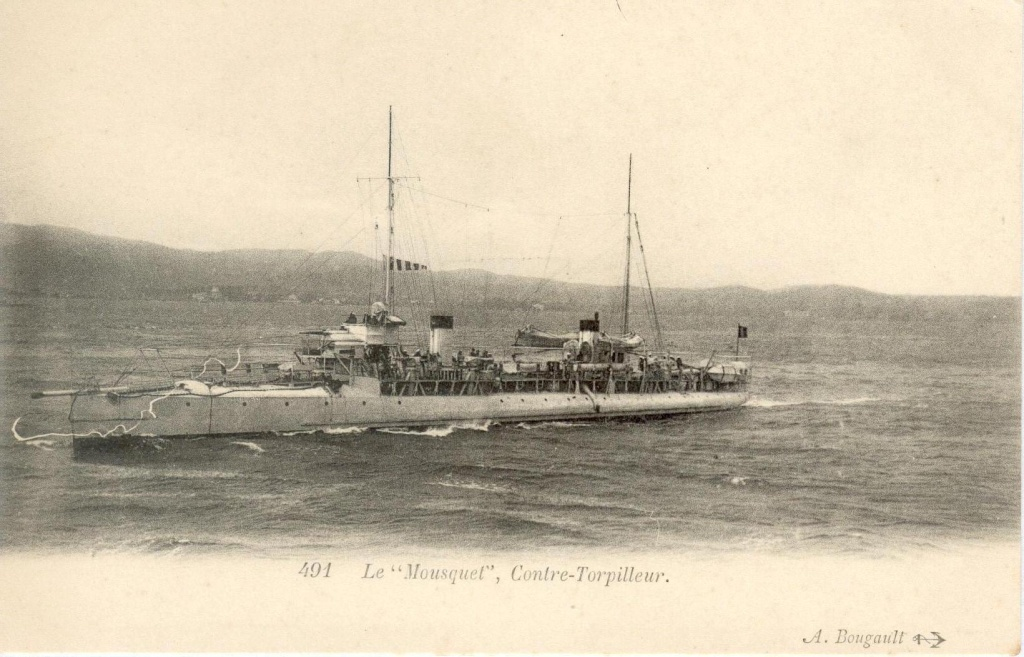
本艦の砲撃により撃沈されたフランス駆逐艦「ムスケ」

その後、エムデンはペナンに攻撃のため向かった。10月20日早朝、エムデンはハンプシャーおよびエンプレス・オブ・ロシアとすれ違ったが、イギリス側からは発見されなかった。同日、ノースキーリング島付近で待機するよう指示をしてエクスフォードを分離した。10月26日にニコバル諸島で石炭補給を行うと、シムルー島の西で待機するよう指示をしてブレスクともわかれた。
エムデンはマドラス攻撃時同様に4本煙突に擬装し、10月28日に未明にペナンへ接近した。港内に進入したエムデンはロシアの巡洋艦ジェムチュクを発見、距離300mで魚雷を発射し命中させる。続いて砲撃を行い、再度魚雷を発射。これも命中し、ジェムチュクは沈没した。次いで接近してくる船を発見して発砲したが、それは非武装の船であり攻撃は中止された。その船の煙突に命中弾があり、そこに穴をあけた。
港内から脱出したエムデンはイギリス貨物船グレンターレットを発見したが、臨検中に駆逐艦が現れたためグレンターレットは放免された。現れたのはフランスのムスケであり、エムデンの砲撃により撃沈された。エムデンはその生存者を救助した。ムスケ側はエムデンをイギリス巡洋艦と誤認していた。
ペナン攻撃でエムデンは被弾することもなく、負傷者も出なかった。ペナン攻撃は連合国に対する大きな打撃となり、オーストラリアからの大規模船団はより強力な護衛が必要とされ運航が延期された。
10月30日にイギリス船ニューバーンを発見。この船でムスケの乗員をオランダ領の港へと送った。10月31日、ブレクスと合流。11月2日にブレクスから給炭を行い、11月8日にはエクスフォードとも合流した。

### 最後の戦闘

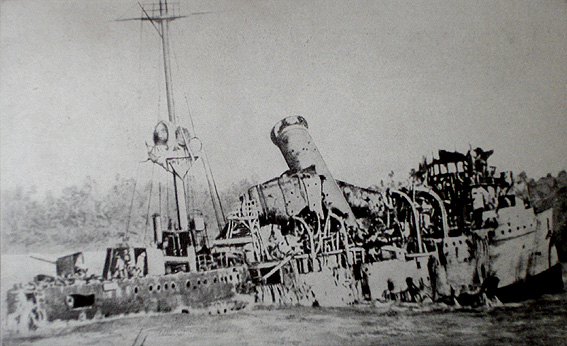
戦闘後のエムデン

次の作戦としてミューラーはココス諸島のディレクション島にある無線施設と海底ケーブルの破壊を決めた。エクスフォードにはソコトラ島付近での、ブレスクにはココス諸島の北出の待機を命じ、エムデンは11月9日にココス諸島のポートリフュージに停泊。ヘルムート・フォン・ミュッケ大尉以下50名からなる陸戦隊が上陸し、無線施設の破壊およびケーブルの切断を行った。ケーブルは3本中2本を切断したが、もう1本は発見できなかった。
エムデンにとって不幸なことに、陸戦隊の上陸直前に、ディレクション島の無線基地は、不審な艦影の発見により、緊急電報を発信していた。このとき偶然、オーストラリアの軽巡洋艦「シドニー（排水量5,400トン、15.2cm砲8門）」や「メルボルン」、日本の巡洋戦艦「伊吹」などが船団を護衛し、島から80km、時間にして2時間の地点を航行中であった。6時55分、シドニーがディレクション島へ急行を開始した。

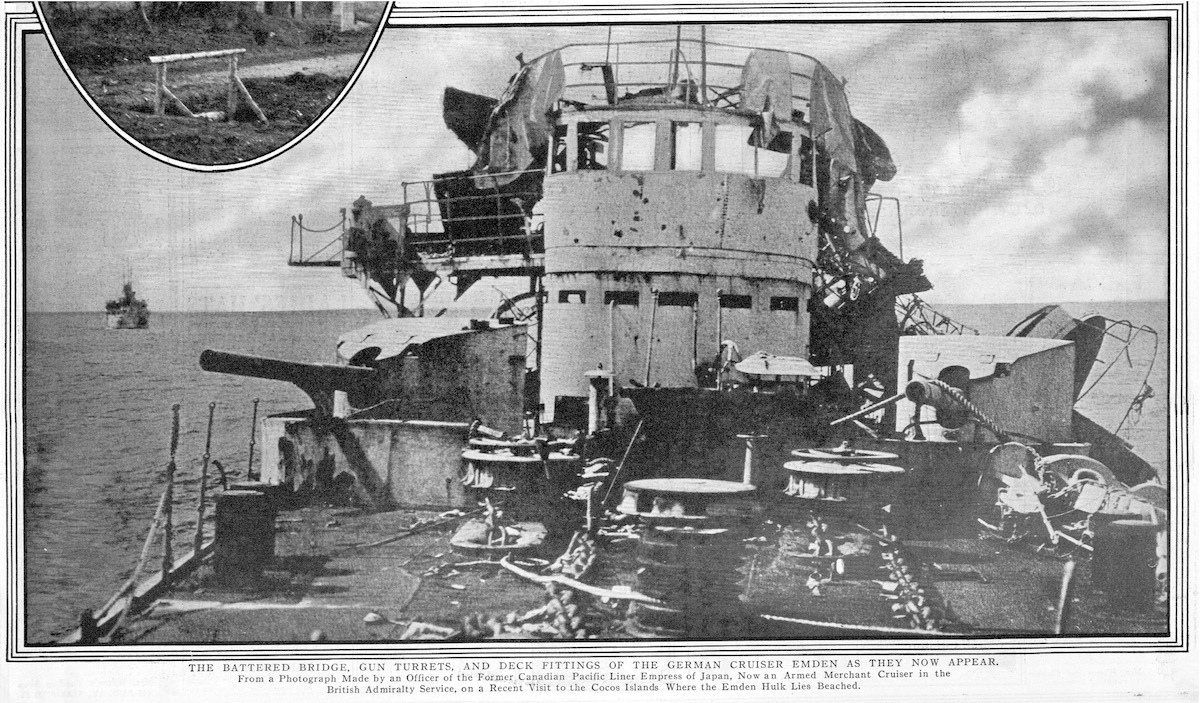
艦首から撮られた戦闘後のエムデン。本艦の10.5cm砲は第一次大戦のレベルでは能力不足であった。

シドニーの接近を見たミューラー艦長は、汽笛により陸戦隊の帰還を呼びかけるも間に合わず、抜錨し、戦闘準備を行う。9時40分にエムデンは砲撃を開始し、シドニーも反撃を行った。シドニーはエムデンより大型・優速であり、主砲の口径も10.5cm砲のエムデンよりも15.2cm砲は射程が長く優越していた。また、シドニーは水線部と甲板に防御を持つのに対しエムデンの装甲は30mmと薄い上に甲板部しか防御されず、さらには長期の航海により各所に状態の思わしくない箇所を抱えていた。砲撃戦は1時間半ほど続き、シドニーの砲撃によりエムデンは主砲、射撃指揮所などに大きな損害を受けた。ミューラー艦長は損傷したエムデンの沈没を避けるため、11時15分、北キーリング島に故意に座礁させた。シドニーは、付近にいた補給船ブレスクを捕捉するために一時エムデンから離れたが、ブレスクが自沈した為に、16時にエムデンの側に戻った。シドニーは、エムデンにまだ戦闘旗が掲揚されているのを発見すると、砲撃を再開する。エムデンは急いで戦闘旗を降ろし、白旗を掲げ降伏した。翌10日に艦長を初めとするエムデンの乗員は収容され捕虜となった。エムデンの乗員は武装を解かれたが、エムデンの勇猛さに敬意を表してミューラー艦長以下の士官たちは帯剣を認められたという。

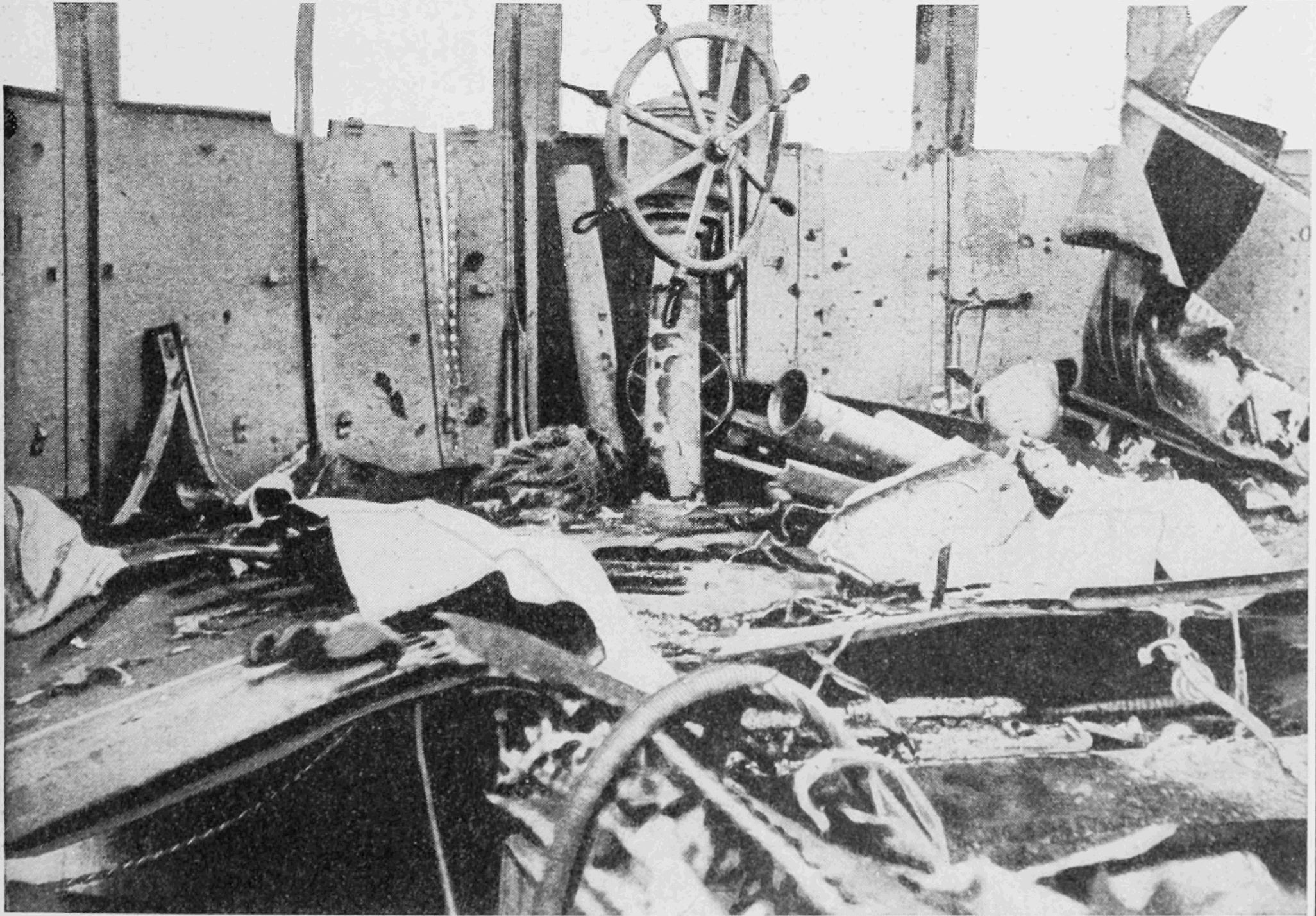
海戦後に撮られた「エムデン」の操舵室。
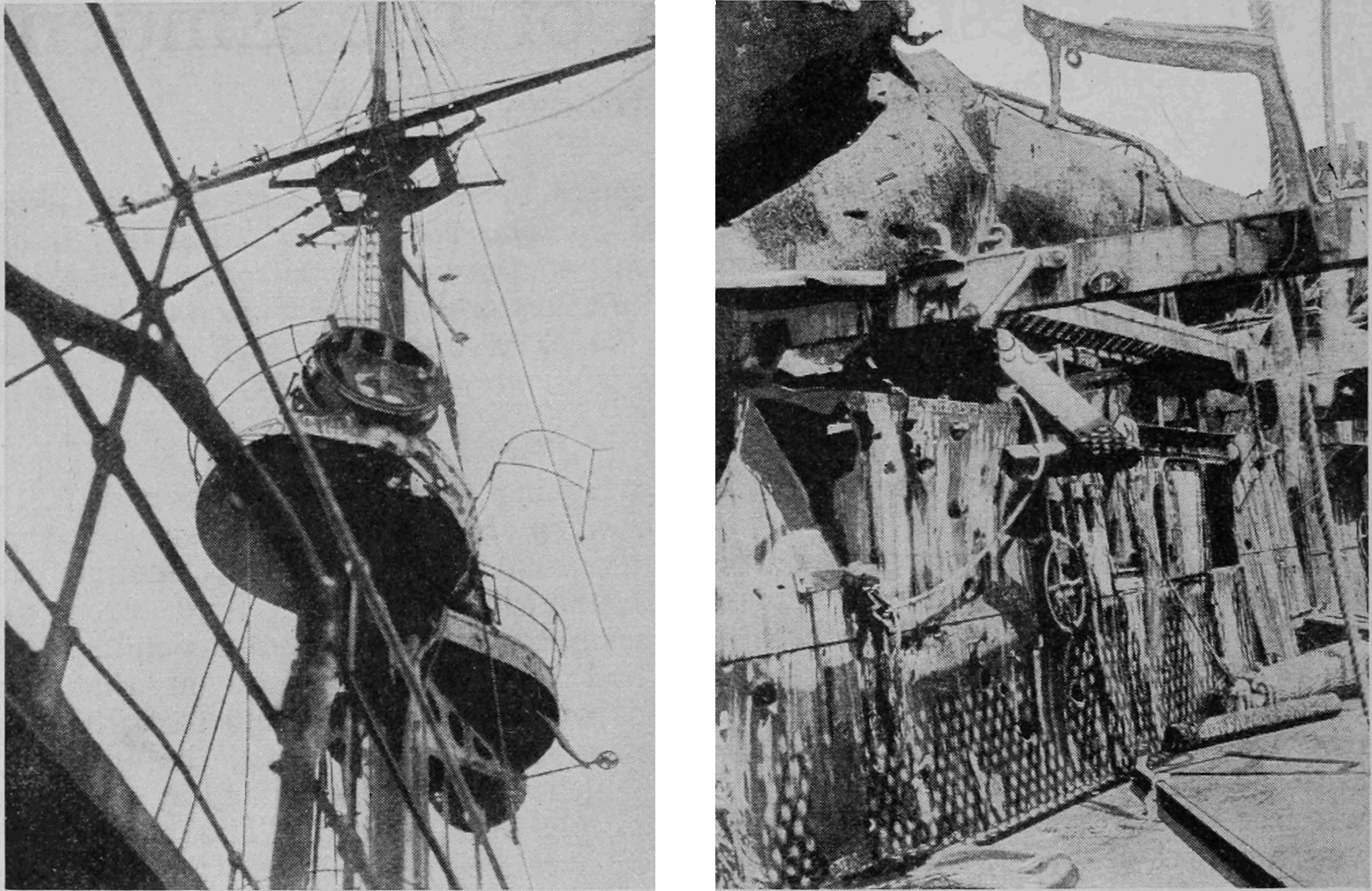
海戦後に撮られた「エムデン」のマストおよび上甲板。
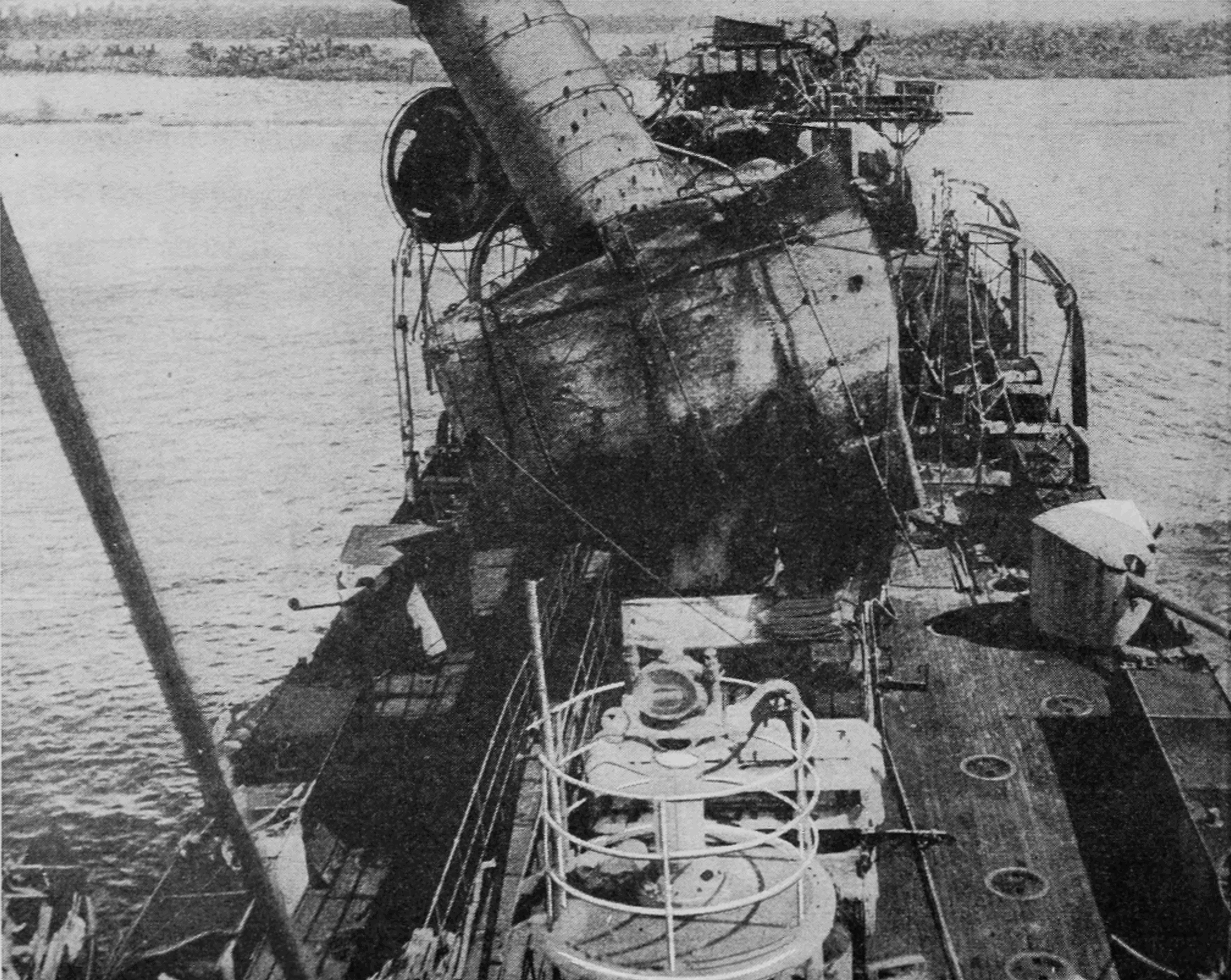
海戦後に後部見張り所から撮られた「エムデン」。

### その後

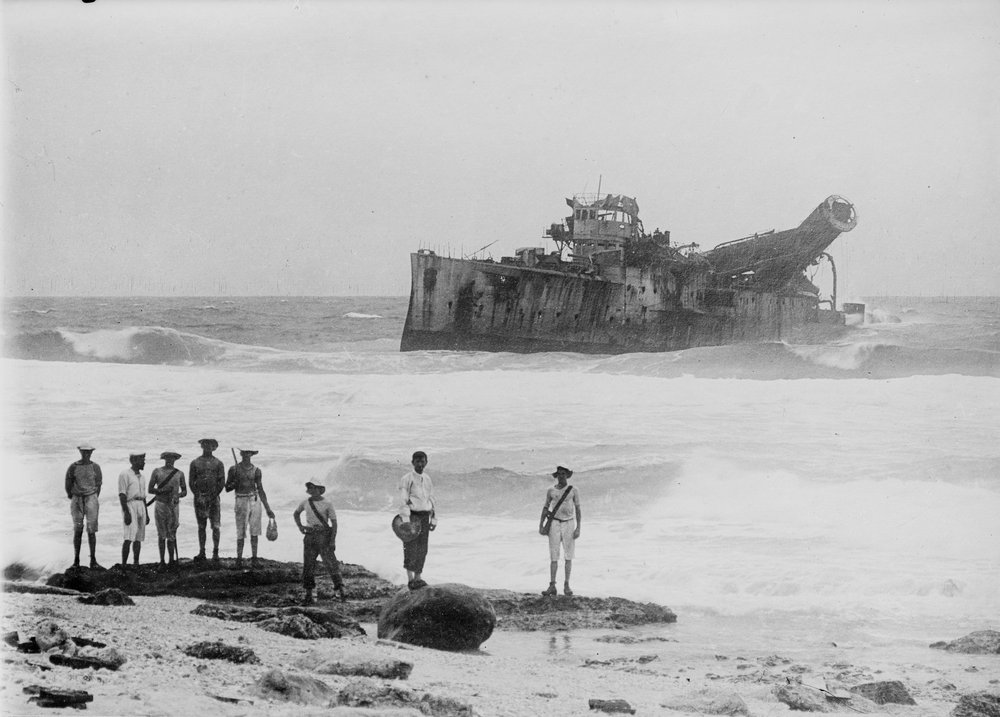
残骸となったエムデン

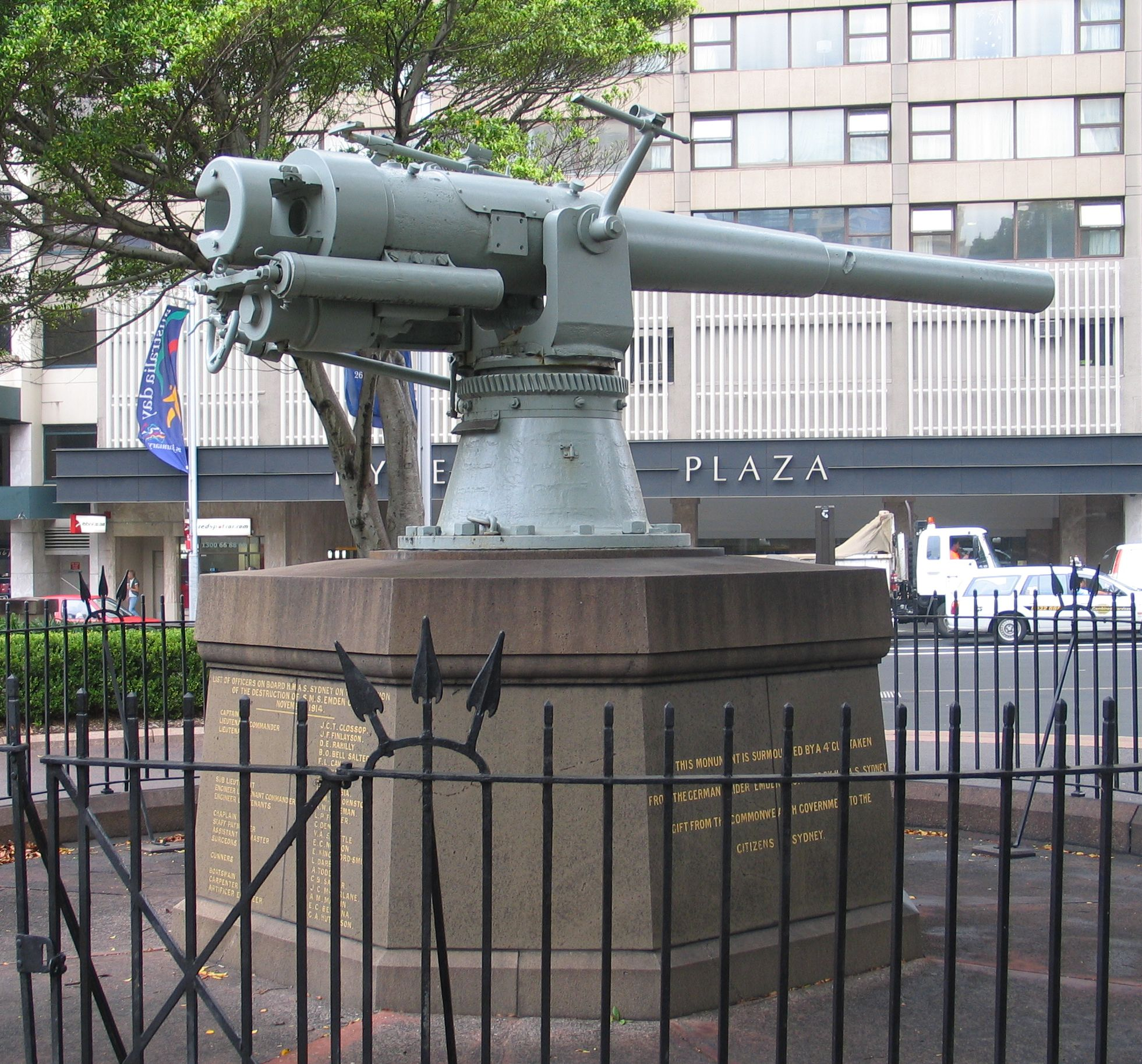
シドニーのハイド・パークに展示されているエムデンの10.5cm砲

ディレクション島を襲撃したミュッケ大尉以下の陸戦隊50名は、砲撃戦の隙を突き、島にあった帆船で脱出。途中でドイツの商船に拾われてインド洋を横断し、イエメンに上陸した。ラクダや船を乗り継いで、アラブ遊牧民ゲリラと交戦したりしながらアラビア半島を北上し、ダマスカスを経由して同盟国であるオスマン帝国のイスタンブールに辿り着いた。同所から鉄道でベルリンに向かい、1915年5月に42名が本国に帰還している。
マルコマニアとポントポラスは合流場所へと向かったが、10月12日にシムルー島付近でイギリス巡洋艦ヤーマスに発見され、マルコマニアは自沈しポントポラスはシンガポールへと連行された。エクスフォードは11月末まで会合地点で待ち、それからスマトラ島パダンへ向かったが、そこでイギリス仮装巡洋艦ヒマラヤに捕まった。
ミューラー艦長は1918年10月に解放され、敗戦後にプール・ル・メリット勲章を受賞したが、マラリアの再発により1923年に死亡した。
エムデンの残骸は、しばらく放置されていたが1950年代初頭に日本のサルベージ業者により解体。ただし残骸の一部が現在も残されている。三台の10.5cm砲、船鐘などは回収され、オーストラリアの各地に展示されている。
初代のエムデンが1914年に撃沈された後、1916年に二代目のエムデンが建造されたが、1919年に他のドイツ帝国海軍艦船とともにスカパ・フローで自沈した。
1921年には、第一次世界大戦後初めてドイツ海軍が建造した軍艦として三代目のエムデンが起工され、1925年に就役し第二次世界大戦で活躍した。

## 他の文献
- Fred McClement : 『軍艦エムデン　死闘の記録』、南波　辰夫訳、朝日新聞社、1972年
- 『世界の艦船　別刊　ドイツ巡洋艦史』、海人社、2002年